# Polumir
Polumir (Servisch cyrillisch Полумир) is een plaats in de Servische gemeente Kraljevo. De plaats telt 309 inwoners (2002).